# Richárd Márton
Richárd Márton (Budapest, 7 ottobre 1999) è un nuotatore ungherese, specializzato negli stili libero e farfalla.

## Biografia
Si è messo in mostra a livello giovanile vincendo un argento e due bronzi agli europei giovanili di Hódmezővásárhely 2016 e due ori e un argento a quelli di Netanya 2017, nonché due ori ai mondiali giovanili di Indianapolis 2017.
Agli europei di Budapest 2020, disputati nel maggio 2021 alla Duna Aréna, si è classificato 53º nei 50 m farfalla, 43º nei 100 m farfalla e 10º nella staffetta 4x200 m stile libero.
Ha rappresentato l'Ungheria ai Giochi olimpici estivi di Tokyo 2020 nella staffetta 4x100 m stile libero, in cui si è classificato 15º nella staffetta 4x100 m misti mista, in cui ha stabilito anche il primato nazionale della disciplina, e nella staffetta 4x200 metri stile libero, in cui è la nazionale ungherese è stata squalificata.
Ai mondiali di Budapest 2022 si è piazzato quinto nella finale della staffetta 4x200 m stile libero.
Agli europei di Roma 2022 ha vinto la medaglia d'argento nei 200 m farfalla, terminando alle spalle del connazionale campione olimpico in carica Kristóf Milák della disciplina, e l'oro nella staffetta 4x200 m stile libero, assieme a Nándor Németh, Balázs Holló, Kristóf Milák e Dániel Mészáros.
Nel 2024, agli europei di Belgrado, vince la medaglia d'oro nella staffetta 4x200 metri stile libero mista e due medaglie d'argento, nella staffetta 4x200 metri stile libero e nella staffetta 4x100 metri misti mista.

## Palmarès
- Europei

Roma 2022: oro nella 4x200m sl, argento nei 200m farfalla.
Belgrado 2024: oro nella 4x200m sl mista, argento nella 4x200m sl e bronzo nella 4x100m misti mista.
- Europei in vasca corta

Otopeni 2023: bronzo nei 200m farfalla.
- Mondiali giovanili

Indianapolis 2017: oro nella 4×100m sl e nella 4×200m sl.
- Europei giovanili

Hódmezővásárhely 2016: argento nella 4×100m sl mista, bronzo nei 200m sl e nei 400m sl.
Netanya 2017: oro nella 4×200m sl e nella 4×100m sl mista, argento nella 4×100m sl.
- Festival olimpico della gioventù europea

Tbilisi 2015: argento nei 200m farfalla, bronzo nei 200m sl, nei 400m sl e nella 4x100m sl.